# Kızıl Kule

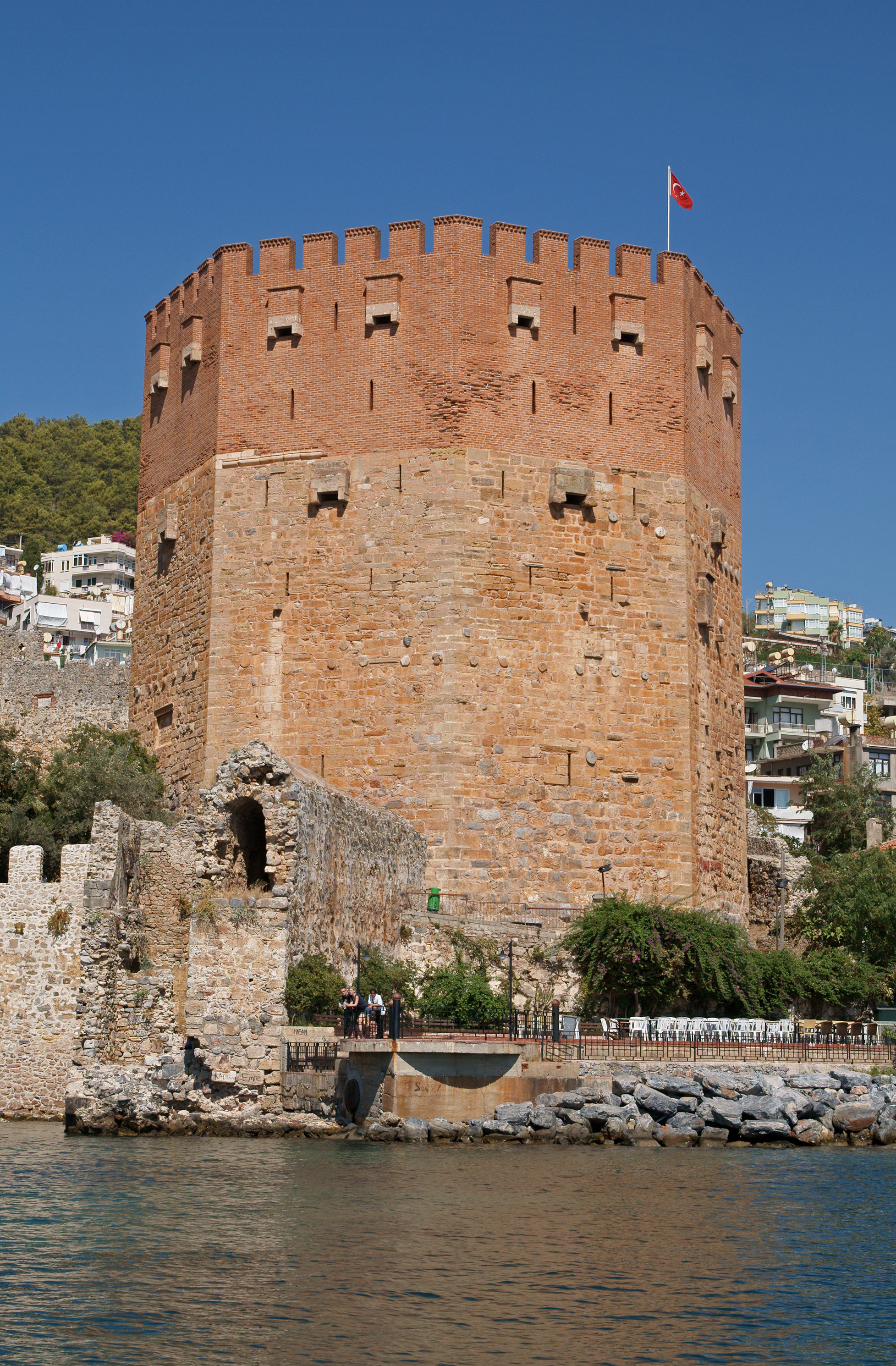
A torre vista do mar

A Kızıl Kule (Torre Vermelha) é um dos principais monumentos da cidade de Alânia, situada à beira do Mar Mediterrâneo, no sul da Turquia. O edifício é considerado um dos símbolos da cidade e figura no logotipo da cidade.
A construção da torre foi iniciada nos primeiros tempos do reinado do sultão anatólio Caicobado I, líder do Sultanato de Rum, e foi completada em 1226. Caicobado conquistou a cidade em 1221 e resolveu dotá-la de um monumento que mostrasse o poderio dos turcos seljúcidas sobre a cidade e os mares. O sultão foi buscar a Alepo, na Síria, o famoso arquiteto Ebu Ali Rehç el Kettani (ou Ebu Ali Reha) para dirigir o projeto e a construção. A qualidade da construção é tal, que é considerada um dos melhores exemplos ainda existentes da arquitetura militar medieval e é a construção seljúcida melhor preservada de Alânia.
A torre octogonal ergue-se junto ao porto e, a pouca distância da tersane (estaleiro naval) sua contemporânea, no sopé da encosta costeira do castelo de Alânia. Tem 33 m de altura no lado oeste e 35 m no lado leste. O nome da torre provem da cor da pedra e tijolos com que foi construída.
Desde 1979 funciona na torre o Museu Etnográfico de Alânia, o qual além de mostrar aos vistantes a história da torre e da cidade, tem uma exposição de heráldica que inclui a águia bicéfala seljúcida que figura na bandeira de Alânia. A entrada é paga, dando o bilhete direito a visitar a torre e o museu.
A torre figurou na nota de 250 000 liras turcas que circularam entre 1992 e 2005.